# Columnea segregata
Columnea segregata är en tvåhjärtbladig växtart som beskrevs av B.D. Morley. Columnea segregata ingår i släktet Columnea och familjen Gesneriaceae. Inga underarter finns listade i Catalogue of Life.